# 伊藤一統
伊藤 一統（いとう かずのり）は、日本の教育学者・保育学者。市民活動家。
山口県生まれ。広島大学教育学部卒業。広島大学大学院教育学研究科博士後期課程退学。
社団法人全国保育士養成協議会理事、中四国保育士養成協議会副会長、日本産業教育学会理事等を歴任。
現在、宇部フロンティア大学短期大学部教授。